# Markéta Přibylová (výtvarnice)
Markéta Přibylová (* 16. května 1965 Kladno) je česká výtvarnice a keramička. Jejím zaměřením je autorská dekorativní i užitková a exteriérová keramika, keramická bižuterie.

## Život
Pochází z rodiny vědeckého pracovníka Antonína Přibyla a keramičky Jany Přibylové, absolventky bechyňské keramické školy. Střední uměleckoprůmyslovou školu v Praze na Žižkově obor průmyslové výtvarnictví – tvarování hraček zakončila v roce 1983 maturitou. V letech 1983–1985 pracovala v Archeologickém ústavu ČSAV. V roce 1986 byla krátce ve Filmovém podniku. Od roku 1986–1989 se věnovala pedagogické práci ve výtvarném oboru v pražském ÚKDŽ a začala působit ve svobodném povolání. V letech 1992–1997 externě spolupracovala na reportážích pro Český rozhlas. V roce 1996 získala osvědčení o zápisu užitného vzoru na zavlažovač vzduchu s hodinami – hodiny s vodotryskem. Měla přes 20 samostatných výstav svých prací. Od roku 2001 je provdána za českého fotoreportéra Michala Doležala.

## Výstavy
- 1983-1988 (každoročně) Setkávání ve Valdštejnské zahradě, Praha
- 1984 Makromolekulární ústav ČSAV s Marií Poláčkovou, Praha
- 1985 ÚKDŽ, Praha
- 1985, 1986 Salón mladých výtvarníků, Praha
- 1986 Unhošť, Nové Město nad Metují, Kladno
- 1987 Praha, Zbraslav
- 1988 Zámek, Opočno[1]
- 1988-1991 (každoročně) Babí léto na Bertramce, Praha
- 1988-1992 (každoročně) Doteky módy, Zámek Roztoky
- 1989-2009 (každoročně) Předvánoční výstavy se Sdružením přátel, Praha
- 1990 Supraclub, Praha
- 1991 Saint-Amand-Lex-Eaux (se Sdružením přátel), Francie[2]
- 1992 Atrium, Praha
- 1993 Galerie Luka s Věrou Merhautovou a Annou Mannovou, Praha
- 1993 Betlémská galerie (se Sdružením přátel), Praha
- 1995 Galerie Uranie: Voda a čas, Praha
- 1995 Řásnovka; jako host Vladimíra Komárka, Praha[1]
- 1997 Fontána pro Rusalku s fotografkou Inkou Čekalovou, Praha
- 1999 Zámecká konírna; společně s Michalem Doležalem, Jemniště
- 2000 Chodovská tvrz; společně s Josefem Matouškem a Michalem Doležalem, Praha
- 2000 Městský Dům kultury; společně s Irenou Veselou Rendlovou, Karviná
- 2002 Státní okresní archiv, Karviná
- 2004 Státní okresní archiv, Karviná
- 2005 Galerie Ecce Terra s Irenou Veselou Rendlovou a Josefem Matouškem, Praha
- 2005 Galerie Uranie (se Sdružením přátel), Praha
- 2006 Výstava (se Sdružením přátel), Teplice
- 2009 Zámecká galerie; společně s Michalem Doležalem, Žirovnice[2]
- 2010 Salón výtvarníků Prahy 9
- 2012 Ve znamení býka – s Veselou Rendlovou a Romanou Kdýrovou Minigalerie, Odolena voda
- 2013-2016 (každoročně) Členská výstava Sdružení středočeských výtvarníků, Rakovník
- 2014 Salón výtvarníků Prahy 9
- 2015-2017 (každoročně) Galerie u Zlatého kohouta: Skupinová výstava, Praha[5]
- 2017 Salón výtvarníků Prahy 9